# Rivolta di Lanark
La rivolta di Lanark o azione di Lanark fu un assassinio avvenuto nel maggio 1297 durante la Prima guerra d'indipendenza scozzese, a opera di William Wallace. Wallace guidò una rivolta contro gli Inglesi che occupavano Lanark e uccise lo sceriffo William Heselrig. Le rivolte che avvennero contemporaneamente in Scozia dimostrano che non fu un'azione isolata.
Non si conosce molto di questa rivolta. La fonte principale è lo Scalacronica, una cronaca scritta da Thomas Grey, figlio di un altro Thomas Grey che fu testimone del 1297. Sembra che in una corte giudiziaria tenuta dallo sceriffo Heselrig fosse scoppiato un diverbio e che William Wallace riuscì a fuggire con l'aiuto di una donna che forse era sua moglie. Poi Wallace tornò con i propri uomini e uccise Heselrig, quindi diede alle fiamme alcune case di Lanark. La rivolta di Wallace continuò ancora per alcuni mesi, culminando nella vittoria alla battaglia di Stirling.
Rimane senza spiegazione il perché Wallace si trovasse alla corte di Heselrig.